# Ein starkes Team: Stirb einsam!
Stirb einsam! ist ein deutscher Fernsehfilm von Thorsten Schmidt aus dem Jahr 2015. Es handelt sich um die 61. Folge der Krimiserie Ein starkes Team mit Maja Maranow und Florian Martens in den Hauptrollen.

## Handlung
Kriminalhauptkommissarin Verena Berthold und Kollege Otto Garber ermitteln in einem anonymen Hochhaus, nachdem dort im neunten Stock eine Frauenleiche gefunden wurde. Aufgrund des Verwesungszustandes des Opfers, das erst Wochen nach seinem Tod gefunden wurde, sind kaum verwertbare Spuren zu finden. Dennoch steht fest, dass die Frau erschlagen wurde. Durch die Aussage einer Hausbewohnerin gerät ein Mieter unter Tatverdacht, mit dem das Opfer im Streit lag. Da es Indizien dafür gibt, dass Kevin Lang in der Wohnung der Toten war, wird er in Haft genommen. Weitere Recherchen im Umfeld des Opfers bringen zutage, dass die Frau sehr einsam war und kaum Kontakte zu anderen hatte. Auch Verwandte scheint es nicht zu geben, denn selbst zur Beisetzung erscheint kein Angehöriger.
Während Kevin Lang sich noch immer im Polizeigewahrsam befindet, geschieht ein weiterer Mord in dem Haus. Georg Nader wird erstochen aufgefunden und war ebenfalls eine alleinstehende Person und Hartz IV-Empfänger, wie schon das erste Opfer. Nachdem bei Nader ein Gegenstand gefunden wird, der mit großer Wahrscheinlichkeit die Tatwaffe im Fall der getöteten Hausbewohnerin ist, kann dieser Mord geklärt und Nader zugeordnet werden. Offen bleibt die Frage nach dessen Tatmotiv, die Ermittler Ben Kolberg mit der sozialen Psychose erklärt, unter der Nader litt. Nader war seit einigen Jahren nicht mehr in der Lage gewesen, körperliche Nähe zuzulassen. Wenn jemand eine gewisse Distanz unterschritt, wehrte er sich und schlug auch um sich, was der alten Frau zum Verhängnis wurde. Die Krankheit hatte auch dazu geführt, dass Nader seine Frau verließ. Als Sonja Nader von dieser Angststörung erfährt, macht sie sich Vorwürfe die Krankheit nicht erkannt und ihrem Mann geholfen zu haben. Für Verena Berthold stellt sich die Frage, ob Naders Sohn die Trennung der Eltern so einfach verkraftet hatte. Nico Nader wird befragt und gibt im Gespräch an, beim letzten Besuch bei seinem Vater eine Frau im Treppenhaus gesehen zu haben.
Der Kommissarin fällt auf, dass bei Naders Sachen ein Briefumschlag vom Arbeitsamt nicht abgestempelt war. Für sie kann dies nur bedeuten, dass der Brief persönlich zugestellt wurde und so wird Naders Betreuerin Veronika Teichmann vorgeladen. Sie gibt zu in Nader verliebt gewesen zu sein und ihm das Schriftstück, entgegen den Gepflogenheiten, persönlich gebracht zu haben. Als sie ihm an jenem Abend ihre Zuneigung gestehen wollte und ihm körperlich zu nahekam, sei er ausgerastet und im Affekt habe sie sich mit einer herumliegenden Schere gegen ihn gewehrt.

## Hintergrund
Stirb einsam! wurde in Berlin gedreht und am 21. Februar 2015 um 20:15 Uhr im ZDF erstausgestrahlt.
Sputnik, dessen Rolle als Geschäftsmann in der Serie als ein Running Gag angelegt ist, eröffnet in dieser Folge ein Spieleparadies für Erwachsene und präsentiert sich als „Kindheitstraum-Erfüller“, mit Rutschbahn, Trampolin, Hüpfburg und mehr.

## Rezeption

### Einschaltquoten
Die Erstausstrahlung von Stirb einsam! am 21. Februar 2015 im ZDF verfolgten 7,46 Millionen Zuschauer, dies entsprach Marktanteilen von 23,0 Prozent.

### Kritiken
Tilmann P. Gangloff urteilte auf Tittelbach.tv: „‚Stirb einsam!‘ ist kein herausragender, aber ein grundsolider und sorgfältig inszenierter Samstagskrimi. Der 61. Fall für das ‚Starke Team‘ um Maranow & Martens nutzt einen Mord in einem Plattenbau als Parabel über die Einsamkeit des Großstädters, die angenehme Beiläufigkeit der Inszenierung verhindert aber einen bedeutungsträchtigen Themenfilm.“
Bei Der Westen schrieb Gerd Heidecke: „Ungewöhnliche Geschichte, gute Schauspieler, aber die zu routinierte Inszenierung verschenkt ein mögliches Highlight.“
Frederic Servatius bei Quotenmeter. de war der Meinung: „Aufgrund des großen Ganzen – der gut funktionierenden Handlung – übersieht der Zuschauer gelegentlich, dass vielleicht doch alles ein wenig konfus ist. Das gilt sowohl für wenige Aspekte der Story, wie auch für kurze Sequenzen der Darsteller.“ „Alles in allem gelingt die neue Episode doch recht gut. Trotz einiger Schwächen ist die Handlung sehr akzeptabel, die Akteure spielen professionell und harmonieren gut miteinander und optisch sieht das Ganze auch nicht so schlecht aus.“
Die Kritiker der Fernsehzeitschrift TV Spielfilm vergeben nur eine mittlere Wertung (Daumen gerade) und meinen: „Das eigentliche Böse, so viel dürfen wir verraten, heißt: Einsamkeit. Dank einiger guter Figuren sorgt die betuliche Tätersuche für einigermaßen solide Kurzweil.“ Fazit: „Keen Uffreger, aber jeht in Ordnung, wa?“